# Juan de Abréu Galindo
Juan de Abréu Galindo es el seudónimo de un apócrifo religioso franciscano de origen andaluz, que se presentó como autor de la Historia de la conquista de las siete islas de Canaria, y la fechó en 1632, obra que en realidad es una edición realizada en la década de 1630 de la Historia de las islas Canarias que dejó inacabada su verdadero autor, Gonzalo Argote de Molina, a su muerte en 1596.
Así, el nombre de Juan de Abréu Galindo oculta a un copista anónimo que publicó la obra de Argote de Molina con un nombre ficticio. En palabras de Cebrián Latasa, «no existe en los registros canarios de franciscanos de finales del siglo XVI y principios del XVII fraile de ese nombre».
De la obra se extrae que el autor aparece como andaluz, nació a mediados del siglo XVI, fue alumno de Francisco de Támara, la bibliografía que utiliza es anterior a 1590, es experto en genealogía, tiene acceso a la documentación del conde de Lanzarote, y muchos otros datos que coinciden con la biografía de Gonzalo Argote de Molina, además de algunos otros transformados, como su profesión franciscana.
Los datos internos confirman que la Historia de la conquista de de las siete islas de Canaria fue probablemente escrita entre 1590 y 1600. Por ejemplo, habla del árbol Garoé cuando aún existía hasta su desaparición en 1604 por una tormenta. El manuscrito y las ediciones impresas mencionan la fecha de 1632, pero se creía que era una adición posterior del copista (que tras el artículo de Cebrián Latasa, sería el tal fray Juan de Abréu), que en el mismo párrafo comenta algunos datos sobre el variable número de ingenios azucareros. Consta que Gonzalo Argote de Molina comenzó a escribir su Historia y descripción de las siete islas Canarias en torno a 1590 y la tuvo que dejar inconclusa por su fallecimiento en 1596, lo cual coincide con la datación que se había propuesto para esta obra antes de que Cebrián Latasa revelara en 2008 que Juan de Abréu Galindo era un autor ficticio.
Comparando esta obra con otras sobre el mismo tema y época similar, guarda varias similitudes con algunas de ellas. 
- Ciertas coincidencias con Descripción de las islas Canarias de Leonardo Torriani, que aparecen apuntar bien a comunicaciones directas o a una fuente común, si bien la información del pseudo-Abréu Galindo, es decir, una edición póstuma de los manuscritos de Argote de Molina, suele ser más completa.

- El autor usó abundantemente  la Historia de Nuestra Señora de Candelaria de fray Alonso de Espinosa, sobre todo en cuanto atañe a la isla de Tenerife, copiando parte de su obra. Sin embargo, el «Abréu» añade datos provenientes de otras fuentes, algunos de ellos en contradicción con lo afirmado por Espinosa.